# Родюкино (Сокольский район)
Родюкино — деревня в Сокольском районе Вологодской области.
Входит в состав Боровецкого сельского поселения, с точки зрения административно-территориального деления — в Боровецкий сельсовет.
Расстояние по автодороге до районного центра Сокола — 9 км, до центра муниципального образования Обросова — 7 км. Ближайшие населённые пункты — Окулиха, Есипово, Камское.
По переписи 2002 года население — 1 человек.